# Fuente de Diana cazadora (Madrid)

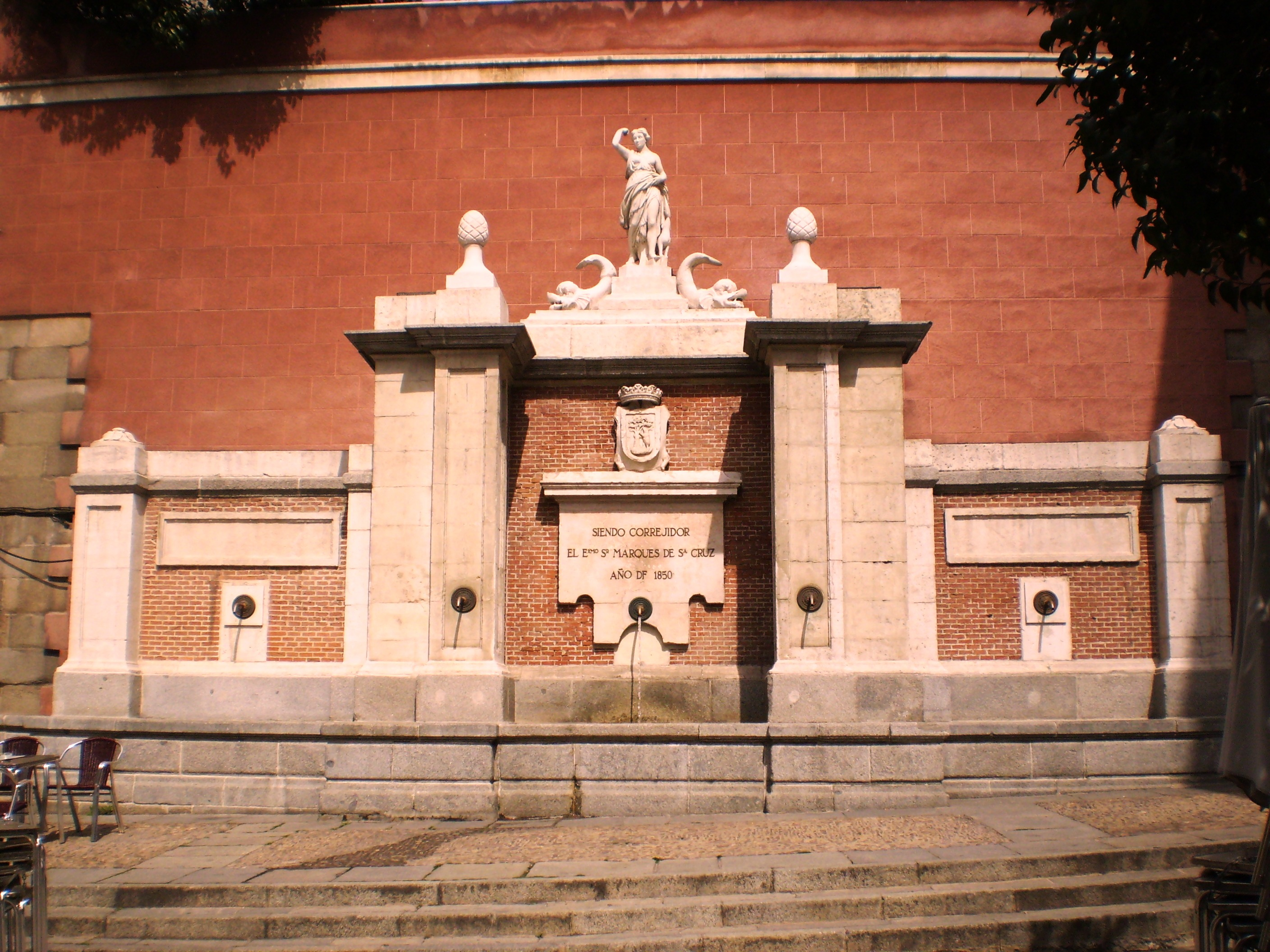
Vista de la fuente, situada en la Plaza de la Cruz Verde, en Madrid.

La fuente de Diana Cazadora, del siglo XIX, se encuentra en la ciudad española de Madrid. También es conocida como fuente de la Cruz Verde, por el nombre de la plaza donde está ubicada, formada por un ensanche de la calle de Segovia, al que confluyen las calles del Rollo y de la Villa.

## Historia
La fuente se inauguró en el año 1850 en la plaza de la Cruz Verde, recinto que toma su denominación de una antigua cruz de madera pintada de color verde, con la que era costumbre señalar los lugares donde se llevaban a cabo las ejecuciones de la Inquisición.
Fue construida a iniciativa del Ayuntamiento de Madrid, siendo corregidor (alcalde) Francisco de Borja de Silva Bazán, XI marqués de Santa Cruz, para suministro de agua potable. Su trazado corrió a cargo del arquitecto Martín López Aguado, mientras que el grupo escultórico, procedente de la desaparecida fuente de la Plaza de Puerta Cerrada, fue realizado en el siglo XVII por Francisco del Valle y Rutilio Gaci.

## Descripción

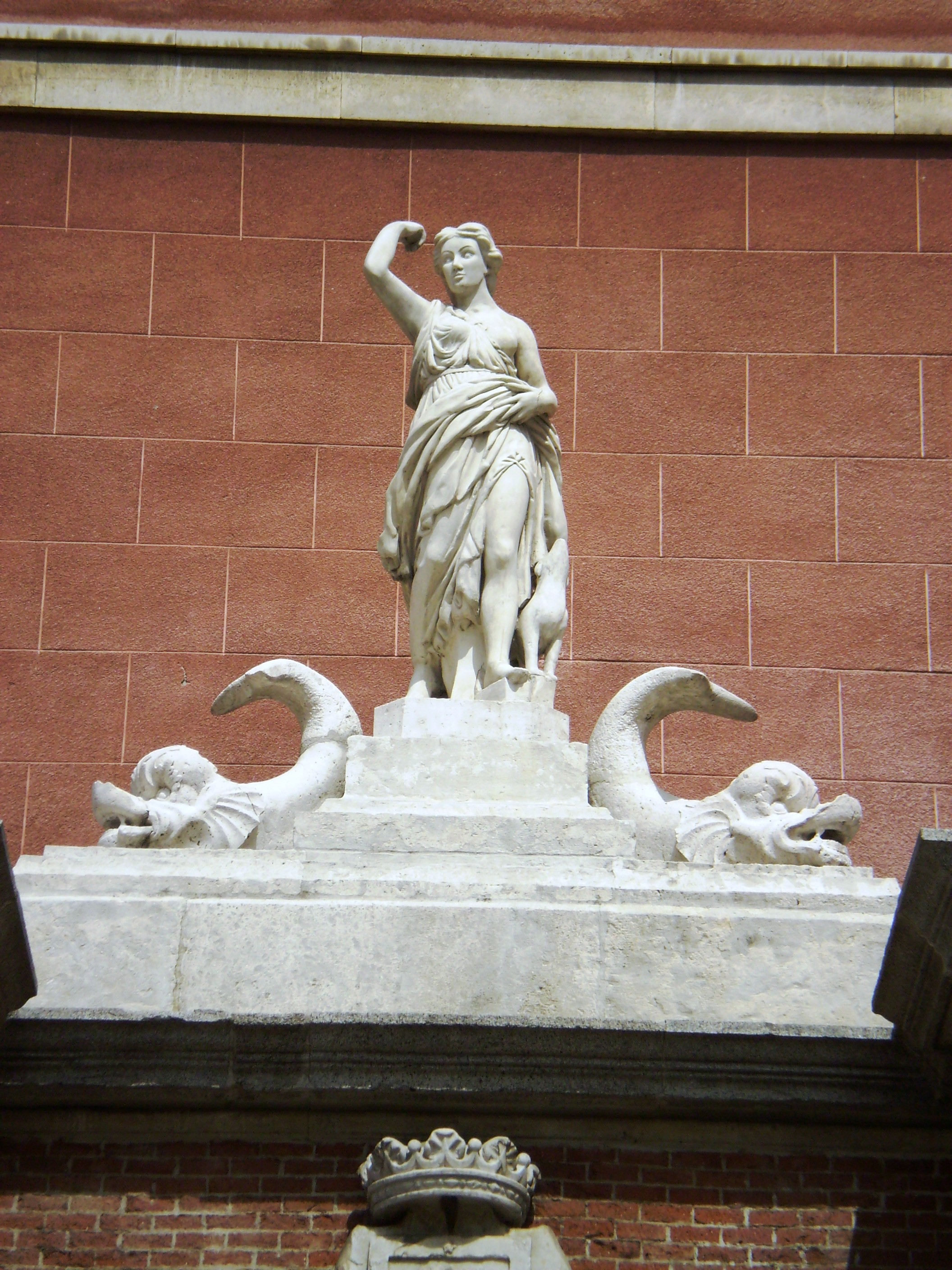
Detalle del grupo escultórico de Diana, realizado en el por Ludovico Turchi y Francisco del Valle.

La fuente combina en su construcción materiales de ladrillo y piedra, tanto blanca como de granito. Está adosada a la fachada del huerto del desaparecido Convento de las Bernardas del Santísimo Sacramento, mediante la cual se salva, a modo de terraplén, el fuerte desnivel existente entre las calles Mayor y de Segovia.
Esta fachada, que el conjunto aprovecha como pilar, condiciona su diseño arquitectónico, adoptándose una estructura más próxima a las fuentes de caños que al modelo de pilastras o columnas imperante en las fuentes de Madrid en los siglos XVII y XVIII.
El conjunto consta de tres cuerpos, unidos entre sí mediante un zócalo de granito. El central, que se dispone a mayor altura, integra un escudo de Madrid labrado en piedra blanca, bajo el cual aparece una lápida con la siguiente inscripción: «Siendo correjidor el Excmo. Sr. Marqués de Sª Cruz. Año de 1850».
Sobre su dintel descansa una estatua de Diana, diosa virgen de la caza y protectora de la naturaleza, vestida con túnica corta. Está realizada en mármol blanco, al igual que los dos delfines mitológicos situados a sus pies. El grupo escultórico se encuentra flanqueado por dos piñas ornamentales, de piedra blanca.
La fuente presenta cinco caños en su frente (tres de los cuales se encuentran en el cuerpo central) y uno en cada lateral. Sus aguas se depositan en tres pilones: el principal está ubicado en el frontal y los otros dos en cada lado. Todos ellos están construidos en granito y son de planta rectangular.